# Thalamonyx
Genre
Thalamonyx est  un genre de crabes de la famille des Portunidae.

## Liste des espèces
Selon World Register of Marine Species (8 août 2020) :
- Thalamonyx danae (A. Milne-Edwards, 1869)
- Thalamonyx gracilipes A. Milne-Edwards, 1873